# جيريمي إليس
جيريمي إليس (15 فبراير 1866 - 14 أغسطس 1943)  (بالإنجليزية: Jeremy Ellis)‏ هو لاعب كريكت بريطاني (وحمل سابقاً جنسية المملكة المتحدة لبريطانيا العظمى وأيرلندا).